# 我與世界對抗
《我与世界对抗》（英語：Me Against the World）是美国说唱歌手2Pac的第三张录音室专辑，由Interscope Records在1995年3月14日发行。这张专辑从他即将判刑，与警察发生的麻烦和贫困中汲取了抒情灵感，被誉为2Pac最具反思性的专辑。